# 譚延美
譚延美（921年—1003年），魏州朝城县（治今山东省莘县西南朝城镇西四十里）人，五代後周至北宋时期将领。
年轻时横行不法，参与抢劫，在澶州、相州之間往来做盗贼，乡里以他为患。後周柴荣（周世宗）驻守澶淵，应募入幕下。显德元年（954年），世宗即位，担任殿前散都頭。参与世宗攻打南唐，以功担任控鶴軍副指揮使。显德六年（959年）跟随世宗北征。趙匡胤領禁兵，譚延美统领牙隊。
北宋建隆元年（960年），担任控鶴指揮使。转任都虞候、馬步副都軍頭。乾德元年（963年），参与攻打湖南，与解暉分領行营战棹都指揮使。汪端進攻朗州，譚延美受慕容延釗之命守卫朗州，击破俘获汪端。擢升为铁騎副指揮使，兼睦州刺史。累進内殿直都知。
太平興国元年（976年），担任蘄州刺史。历任廬州、寿州、濠州、光州軍巡检使，討捕反乱势力。太平興国六年（981年），转知威虜軍。雍熙三年（986年），北伐契丹，譚延美担任幽州西面行营都監，与田重進出飛狐之北。遭遇契丹軍，譚延美指挥麾下騎兵一直前進。宋軍大隊由後赶上，击破契丹軍。斬首五百级，擒获契丹将领大鵬翼。以功擢升为澶州防禦使。雍熙四年（987年），转亳州防禦使，出任鎮州鈐轄。
端拱元年（988年）转任知寧遠軍。一天早上，契丹軍逼近城下，譚延美大開城門，契丹軍不敢进入。契丹軍围城数日，城門一直打開，百姓也出城收粮，契丹害怕中计，于是退却。端拱二年（989年），晋升为邕州观察使、亳州通判，兼代州知州。後历任潞州知州、陝州知州、涇州知州。咸平四年（1001年），以左領軍衛上将軍致仕。咸平六年（1003年），去世。享年八十三岁，追贈建武軍節度使。儿子譚继倫担任崇儀副使、譚雍担任虞部员外郎。